# Gong Jinjie
Gong Jinjie (12 november 1986) is een Chinees voormalig baanwielrenster. Gong was gespecialiseerd in de sprintonderdelen bij het baanwielrennen. In 2015 won Gong samen met Zhong Tianshi de wereldtitel op de teamsprint. Gong nam deel aan de Olympische Zomerspelen van 
2012 waar ze samen met Guo Shuang zilver won op de teamsprint, en aan de Olympische Zomerspelen van 2016 waar ze samen met Zhong Tianshi een gouden medaille won op het zelfde onderdeel.

## Belangrijkste resultaten
| Jaar | AK                                  | WK                                                       | Olympische Spelen                    | Overig                                                    |
| ---- | ----------------------------------- | -------------------------------------------------------- | ------------------------------------ | --------------------------------------------------------- |
| 2006 | sprint · tijdrit (500m) · 6e keirin | 13e sprint                                               |                                      | Aziatische Spelen: · sprint                               |
| 2007 |                                     | 6e teamsprint 13e sprint 14e tijdrit (500m)              |                                      |                                                           |
| 2008 | teamsprint · 500m tijdrit · sprint  | teamsprint · 5e tijdrit (500m) · 12e keirin · 12e sprint |                                      | WB Kopenhagen: · 500m tijdrit                             |
| 2009 | teamsprint · 500m tijdrit · sprint  | 7e teamsprint 13e tijdrit (500m) 14e sprint              |                                      | WB Melbourne: · teamsprint                                |
| 2010 | teamsprint · sprint · keirin        | teamsprint · 8e tijdrit (500m) · 14e sprint              |                                      | WB Peking: · teamsprint · WB Melbourne: · teamsprint      |
| 2011 | teamsprint · keirin                 | teamsprint · 13e keirin · 16e sprint                     |                                      | WB Peking: · teamsprint                                   |
| 2012 |                                     | teamsprint · 10e tijdrit (500m)                          | teamsprint                           | WB Peking: · teamsprint                                   |
| 2013 |                                     | teamsprint · keirin · 5e sprint                          |                                      | WB Aguascalientes: · sprint                               |
| 2014 |                                     |                                                          |                                      | Aziatische Spelen: · teamsprint · WB Londen: · teamsprint |
| 2015 |                                     | teamsprint                                               |                                      | WB Cali: · teamsprint · WB Cambridge: · teamsprint        |
| 2016 | teamsprint · 5e keirin              | teamsprint · 13e sprint                                  | teamsprint · 16e sprint · 17e keirin |                                                           |

2012: Welte, Vogel ·
2016: Gong, Zhong ·
2020: Bao, Zhong ·
2024: Capewell, Finucane, Marchant